# Dieter Pulter
Dieter Pulter (* 9. Februar 1939) ist ein ehemaliger deutscher Fußballspieler. Von 1963 bis 1965 spielte der großgewachsene und athletische Spieler in der Fußball-Bundesliga für den 1. FC Kaiserslautern. Insgesamt lief er 25 Mal für die Pfälzer auf. Zuvor (1958 bis 1963) bestritt er bereits 86 Spiele in der Oberliga Südwest für den FCK, in denen er 22 Tore erzielte und in der letzten Saison der alten erstklassigen Oberliga, 1962/63, die Meisterschaft mit den „Roten Teufeln“ erringen konnte.

## Karriere
Der aus der eigenen Jugend stammende, über die Amateure in die Oberligamannschaft des 1. FC Kaiserslautern gekommene Dieter Pulter, debütierte am 17. Januar 1960, bei einem 4:1-Heimerfolg gegen TuRa Ludwigshafen auf Linksaußen, in der Oberliga Südwest. Es war die erste Saison ohne den überragenden FCK-Akteur Fritz Walter und am Rundenende belegte die Mannschaft den 5. Rang; Pulter hatte an der Seite von den weiteren Nachwuchsspielern Wolfgang Schnarr (Torhüter), Winfried Richter und Jürgen Neumann 10 Ligaspiele absolviert und ein Tor erzielt. Am letzten Rundenspieltag, den 1. Mai 1960, lief er bei einem 2:1-Heimerfolg gegen den SC Ludwigshafen als linker Verteidiger ein. In den nächsten Runden war er auch als linker Außenläufer und Mittelläufer im Einsatz. Den tatsächlich ersten Pflichtspieleinsatz bestritt das Talent aus den eigenen Reihen am 8. Februar 1959, bei einer sensationellen 0:1-Niederlage gegen den VfR Baumholder im Wettbewerb um den südwestdeutschen Pokal. Mit Werner Liebrich, Horst Eckel, Willi Hölz, Erwin Scheffler, Karl Schmidt und Willi Wenzel waren dabei noch mehrere Vertreter der Erfolgsära mit auf dem Platz gestanden.
Im letzten Trainerjahr des verdienstvollen Richard Schneider, 1960/61, gehörte Pulter mit 29 Ligaspielen und vier Toren zu dem engen Kreis der Stammspieler. Mit Manfred Feldmüller und Gerhard Settelmeyer waren zwei weitere hoffnungsvolle Spieler aus den Amateurmannschaft in die Oberligaelf aufgerückt, die am Rundenende den 4. Rang belegte. Mit einem 7:2-Erfolg am 6. Mai 1961 hatte sich der FCK für die 1. DFB-Pokalhauptrunde qualifiziert; Pulter war dabei als linker Außenläufer im Einsatz gewesen. Die Pokalspiele gegen Tasmania 1900 Berlin (2:1), Spfr. Hamborn 07 (2:1) und das Endspiel am 13. September 1961 fanden danach unter dem neuen Trainer Günter Brocker in der Hinrunde 1961/62 statt. Das Pokalfinale fand in Gelsenkirchen gegen den SV Werder Bremen statt und die Grün-Weißen von der Weser setzten sich mit 2:0 durch. Mit Gerd Schneider und Werner Liebrich bildete Pulter dabei als linker Außenläufer die Läuferreihe im damals angewandten WM-System. In der Oberliga kam er 1961/62 auf 26 Einsätze und erzielte dabei fünf Tore; wiederum belegte der FCK den vierten Rang. Internationale Erfahrung sammelte er in den Spielen gegen SC Tatabánya, FC Nancy und Ajax Amsterdam im Rahmen der Intertoto-Runde.
Zur letzten Saison der erstklassigen Oberliga, 1962/63, verstärkte Kaiserslautern den Spielerkader mit den Neuzugängen Willi Kostrewa, Erich Meier und Willy Reitgaßl. Es ging nicht nur um den Kampf um die Südwestmeisterschaft, die Nominierung für die neue Fußball-Bundesliga ab 1963/64, war das überragende Ziel der Runde. Der FCK startete am 19. August 1962 mit einer 2:4-Niederlage bei Saar 05 Saarbrücken in die Runde. Nach der Hinrunde führte der 1. FC Saarbrücken mit 23:7 Punkten die Tabelle an, gefolgt von den zwei punktgleichen Teams FK Pirmasens und 1. FC Kaiserslautern mit jeweils 22:8 Punkten. Dahinter noch chancenreich mit 21:9 Zählern gehörten auch noch Wormatia Worms und die Sportfreunde Saarbrücken mit dem Offensivtalent Johannes Löhr, zu den Meisterschaftsanwärtern. Gegen das Tabellenschlusslicht SV Niederlahnstein gelang Pulter und Kollegen am 21. Januar 1963 ein 16:0-Kantersieg auf dem Betzenberg. Pulter erzielte auf Halblinks drei Tore. Am 21. Rundenspieltag wurde der punktgleiche Rivale aus Pirmasens mit 5:2 besiegt und der Angriff der Lauterer hatte sich in der Besetzung mit Feldmüller, Reitgaßl, Richter, Pulter und Meier in Form gezeigt. Am Rundenende hatte Kaiserslautern mit 47:13 Punkten sechs Punkte Vorsprung vor den punktgleichen Verfolgern Neunkirchen, Pirmasens und Worms und wurde mit dem Meisterschaftsgewinn auch in die neue Bundesliga aufgenommen. Pulter hatte in 21 Ligaeinsätzen 12 Tore erzielt. In der letzten Endrunde um die deutsche Fußballmeisterschaft 1963 kam er in den Spielen gegen den 1. FC Nürnberg (2:2, 1:5), 1. FC Köln (1:1) und Hertha BSC (0:3) zum Einsatz und erzielte einen Treffer.
Pulter gehört dem Spielerkreis an, welche am Starttag, den 24. August 1963, die neue Bundesliga zum Laufen brachten. Der FCK eröffnete mit einem 1:1 bei Eintracht Frankfurt und der athletische Allrounder war als Mittelläufer für die Funktion der Defensive zuständig gewesen. Verstärkt hatte sich sein Club mit den Spielern Harald Braner, Jacobus Prins, Horst-Dieter Strich und Willi Wrenger. Beim Fazit zum Heimspiel am sechsten Spieltag, den 5. Oktober 1963, einem torlosen 0:0 gegen Preußen Münster ist in der Bundesliga Chronik 1963/64 näheres notiert: „Auf beiden Seiten sorgten die Stopper Pulter und Bockisch für den soliden Zusammenhalt der Hintermannschaft, spielten nüchtern und zeigten - zumal nicht die Schnellsten unter der Sonne - ihre Stärken im Stellungsspiel.“ Am zehnten Spieltag, den 9. November 1963, unterliefen dem Stopper beim Heimspiel gegen den VfB Stuttgart (1:3) in der ersten Halbzeit zwei Eigentore. Dies passierte außer ihm in der Fußballbundesliga nur Dieter Bast, Gerd Zimmermann, Per Røntved, Nikolče Noveski und Karim Haggui. Rudi Entenmann hatte in der 18. Minute mit einem Selbsttor Kaiserslautern mit 1:0 in Führung gebracht. Drei Eigentore in einem Spiel waren neuer Rekord. Erst 2009 wurde dieser eingestellt, als Spieler von Hannover 96 im Spiel gegen Borussia Mönchengladbach dreimal ins eigene Netz trafen.
In das zweite Bundesligajahr 1964/65 ging der FCK mit den Neuzugängen Helmut Kapitulski, Wilfried Leydecker und Dietmar Schwager. Pulter bestritt am 28. November 1964 bei einer 0:2-Auswärtsniederlage bei Eintracht Braunschweig sein letztes Bundesligaspiel. Der „Stopper-Hüne“ hatte in der 11. Spielminute einen Handelfmeter verursacht, den Lothar Ulsaß zur 1:0-Führung des Gastgebers verwandelte.
1965 ließ er sich reamateurisieren. Nach seiner Karriere blieb er dem FCK und der Stadt verbunden und leitete lange Jahre das Katasteramt in Kaiserslautern.